# Буддизм в Лаосе

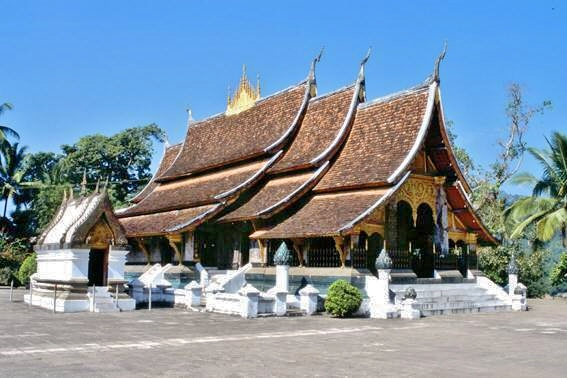
Храм Сиенг Тхонг в Луангпхабанге

Будди́зм в Лао́се, в форме тхеравады, пришедшей через тайское и кхмерское посредничество, играет важную роль в культуре и национальном самосознании. С буддизмом связано появление лаосской письменности и все значимые произведения искусства. Подавляющее большинство верующего населения Лаоса является буддистами.
Буддизм в Лаосе подвергся влиянию местных условий, в частности, влияние местных культов на буддизм заметно в сельской местности.

## История проникновениябуддизма
В период с VIII по X век княжества на территории Северного Лаоса, по-видимому, познакомились с буддизмом Махаяны через посредство бурно развивавшегося и включавшего их в свой состав буддийского государства Наньчжао. Однако в целом среди населения доминировали анимистские верования и культ предков.
В середине XIV века член правившей в крупнейшем северолаосском княжестве Мыанг Суа королевской фамилии Фа Нгум находился в изгнании в Кампучии. Вернувшись на родину и став королём в Луангпхабанге, он объединил лаосские княжества в первое лаосское государство Лансанг и распространил там традицию Тхеравады. От своего кхмерского тестя Джаяварман Парамешвара он получил в дар скульптуру Будды Пха Банг, и построил ват в 1356.

## Развитиебуддизма

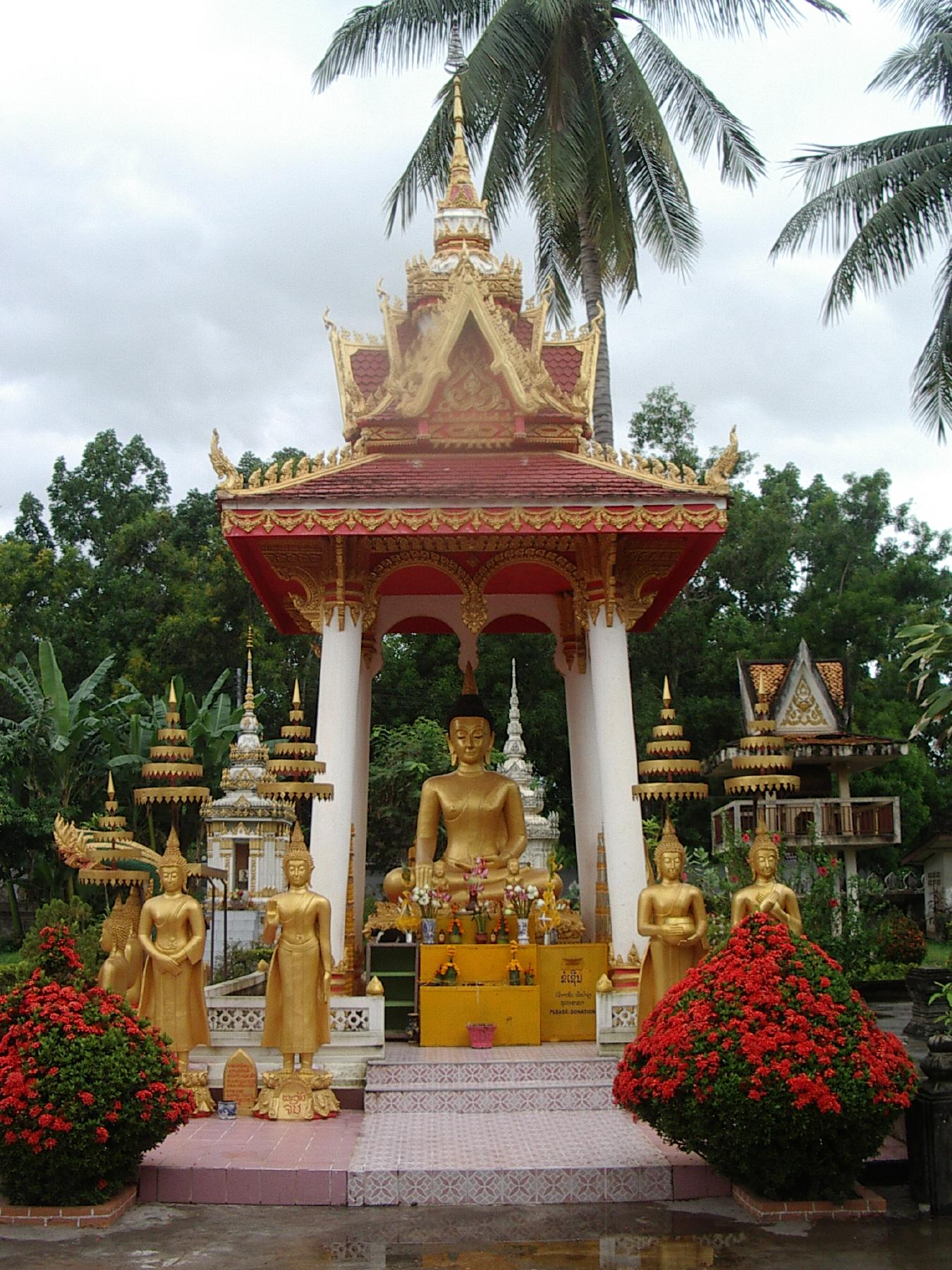
Будда во Вьентьяне

Буддийские соборы, призванные исправить ошибки в переводах Трипитаки (за основу брался сингальский канон), проводились в Лаосе трижды: первый собор — при основателе единого лаосского государства Лансанг Фа Нгуме в 1359 году, второй — при короле Потисарате в 1523 году, третий — при Чао Ану в 1813 году.
В начале XVI века королём Потисаратом был издан королевский указ, запрещавший анимистский культ духов «пи», который был частично и постепенно абсорбирован в буддизм. Наибольшего расцвета буддизм достиг при короле Сулиньявонгса (правил в 1637—1694). После его смерти Лансанг распался на 3 государства, между которыми начались междоусобные войны, приведшие к упадку буддизма и государств.
В XVI веке лаосские государства попали в вассальную зависимость от Сиама, а в 1893 началась французская колонизация. По конвенции 1895 из трёх лаосских государств было сохранено одно — Луангпхабанг, над которым был установлен французский протекторат. В 1928 французская администрация одобрила постановление о реорганизации лаосской сангхи по типу таиландской и объявлении буддизма государственной религией, в частности, были созданы три буддийских колледжа.
Коммунистическое правительство провело также ряд реформ, связанных с функционированием монастырей. Первоначально правительство запретило давать подаяния монахам (пиндапата) и исключило изучение буддизма в начальной школе. Монахам предписывалось содержать скот и работать в поле, что противоречит законам винаи. 
В 1976 году был возвращён обычай подачи монахам пищи, и государство установило ежедневный рацион риса.

## Современное состояниебуддизма
Сейчас в Лаосе около 2,5 тыс. монастырей и храмов, свыше 10 тыс. членов сангхи.
Департамент по религиям Лаоса занимается сейчас контролем деятельности сангхи. При этом подчёркивается, что буддизм должен согласовываться с марксистскими принципами. Произведения марксизма изучаются в монастырях. Монахам также запрещено участвовать в ритуалах поклонения духам «пили».

## Буддийские храмы и монастыри
Большое количество буддийских монастырей сосредоточено в столице (Вьентьяне) и в Луангпхабанге. Однако даже в небольших лаосских деревнях имеются свои храмы. Луангпхабанг, в котором сосредоточено 32 монастыря, взят под охрану как Мировое Наследие ЮНЕСКО.

## Буддийские организации
В Лаосе главенствовало две школы тхеравады — Маханикай и Тхаммаютникай. Первая школа была более распространена среди населения, вторая пользовалась успехом среди аристократии и королевской фамилии.
Школа Тхаммаютникай имеет монское происхождение и была внедрена таиландским королём Монгкутом. Эта школа более строгая, она делает упор на монашеской дисциплине, медитации, випассане и изучении сутр.
В период гражданской войны все противостоящие стороны поддерживали буддизм и старались завоевать сердца лаосцев. Победившая Патхет Лао после революции запретила школу Тхаммаютникай, как внедряемую Таиландом. Была также запрещена буддийская литература на тайском языке. Считается, что по этой причине в лаосских монастырях меньше внимания уделяется випассане, чем в других странах тхеравады. Представители школы Тхаммаютникай частично бежали в Таиланд, а частично перешли в монастыри Маханикай.
Постепенно в религиозной политике делаются послабления. Были сняты запреты на таиландскую литературу, а потом после улучшения отношений с Таиландом многие монахи стали проходить обучение в Таиланде, а тайцы — участвовать в лаосских проектах и инвестировать в лаосские монастыри.